# Plaques de matrícula de Croàcia

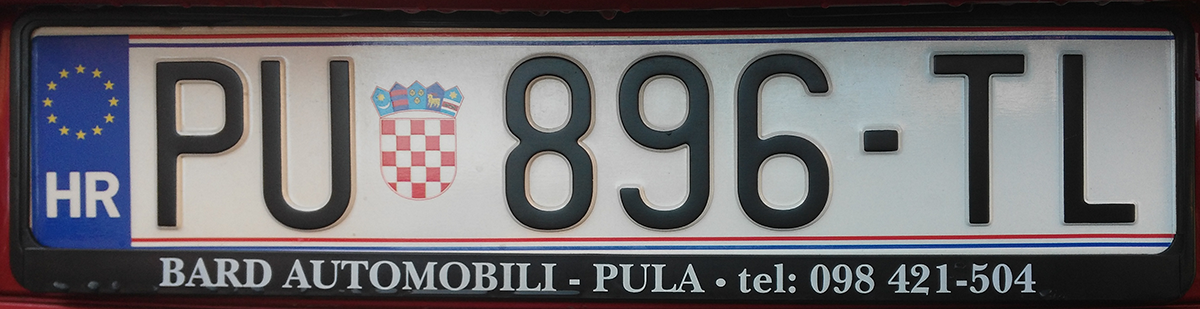
Model actual amb la franja de la UE i el codi PU de Pula.

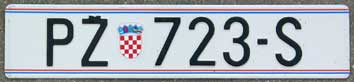
Model anterior al 2016 de 3 xifres i 1 lletra amb el codi PŽ de Požega.

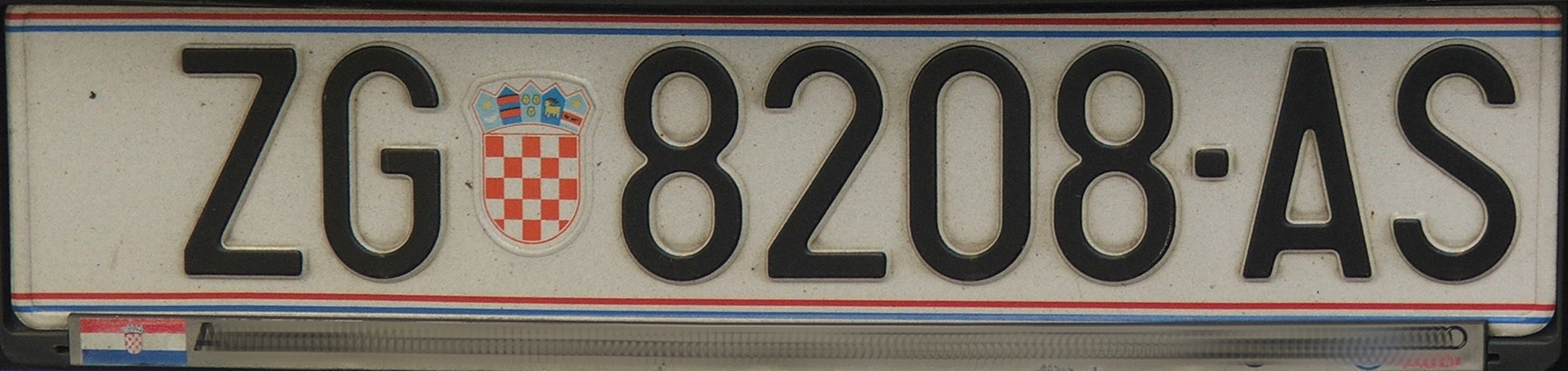
Model amb 4 xifres i 2 lletres amb el codi de Zagreb.

Les plaques de matrícula dels vehicles de Croàcia estan formades, des del 2008, per un sistema alfanumèric de tres (o quatre) xifres seguides de dues lletres. Va precedit per un codi de dues lletres que indica la procedència del vehicle i separat per l'escut de la república (per exemple,  AB 123(4)-AB). Des del 2016 porten també la franja blava com a estat membre de la UE. I, a l'estil de les matrícules austríaques, tres franges estretes que dibuixen la bandera nacional croata a la part superior i inferior de la placa.
L'augment de caràcters (quatre xifres o dues lletres) en determinades regions és degut a la necessitat d'incrementar la quantitat de combinacions per la major demanda de matriculació de vehicles.
Els caràcters són de color negre sobre fons reflectant blanc i les seves mides acostumen a ser les mateixes que els de la resta de països de la Unió Europea. Com a país membre de la UE també porta la franja blava a l'extrem esquerre amb les estrelles en cercle de la UE i el codi internacional del país, HR, comú a la resta de plaques de la Unió Europea.

## Codificació

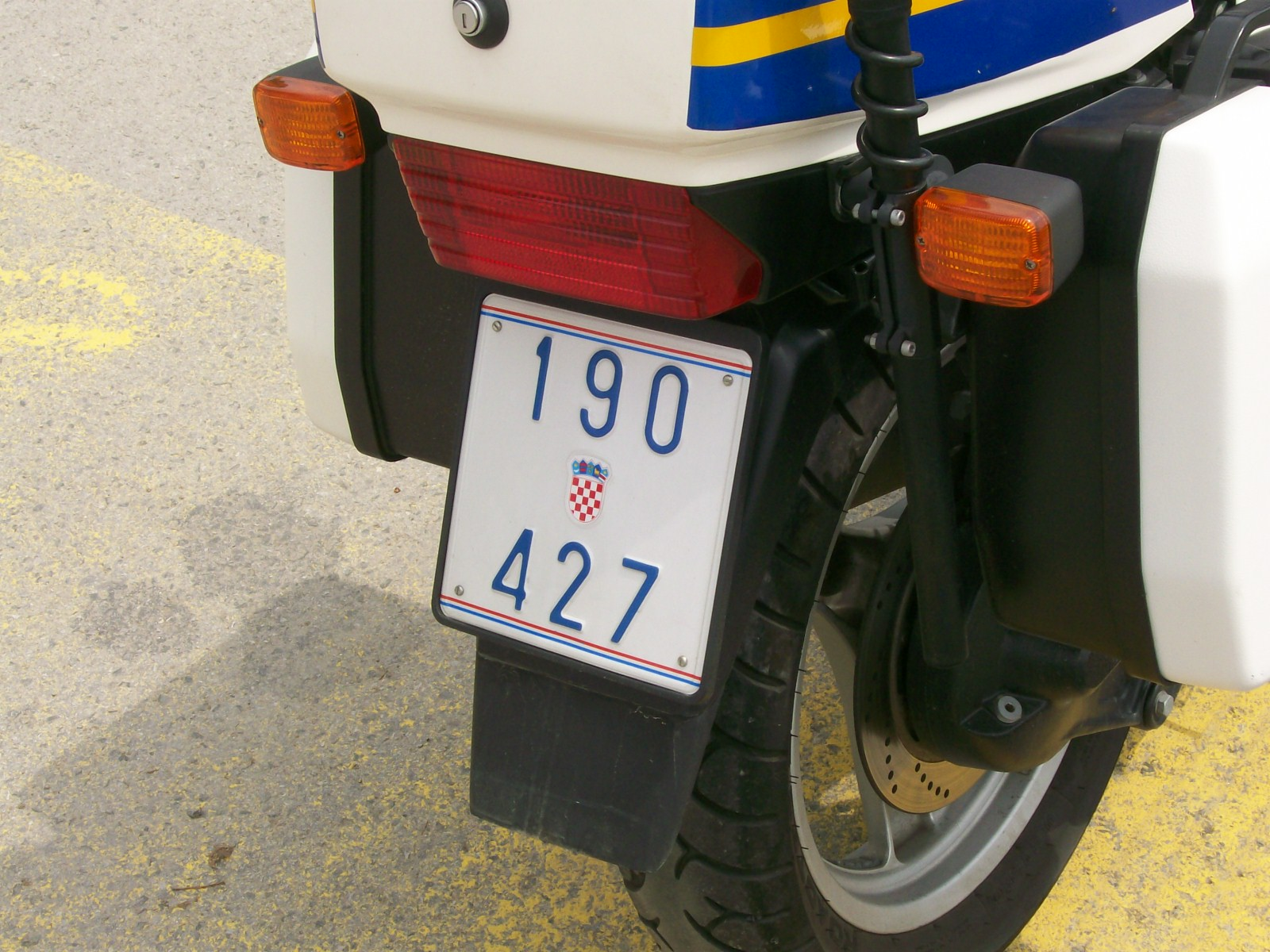
Matrícula de la policia en una motocicleta.

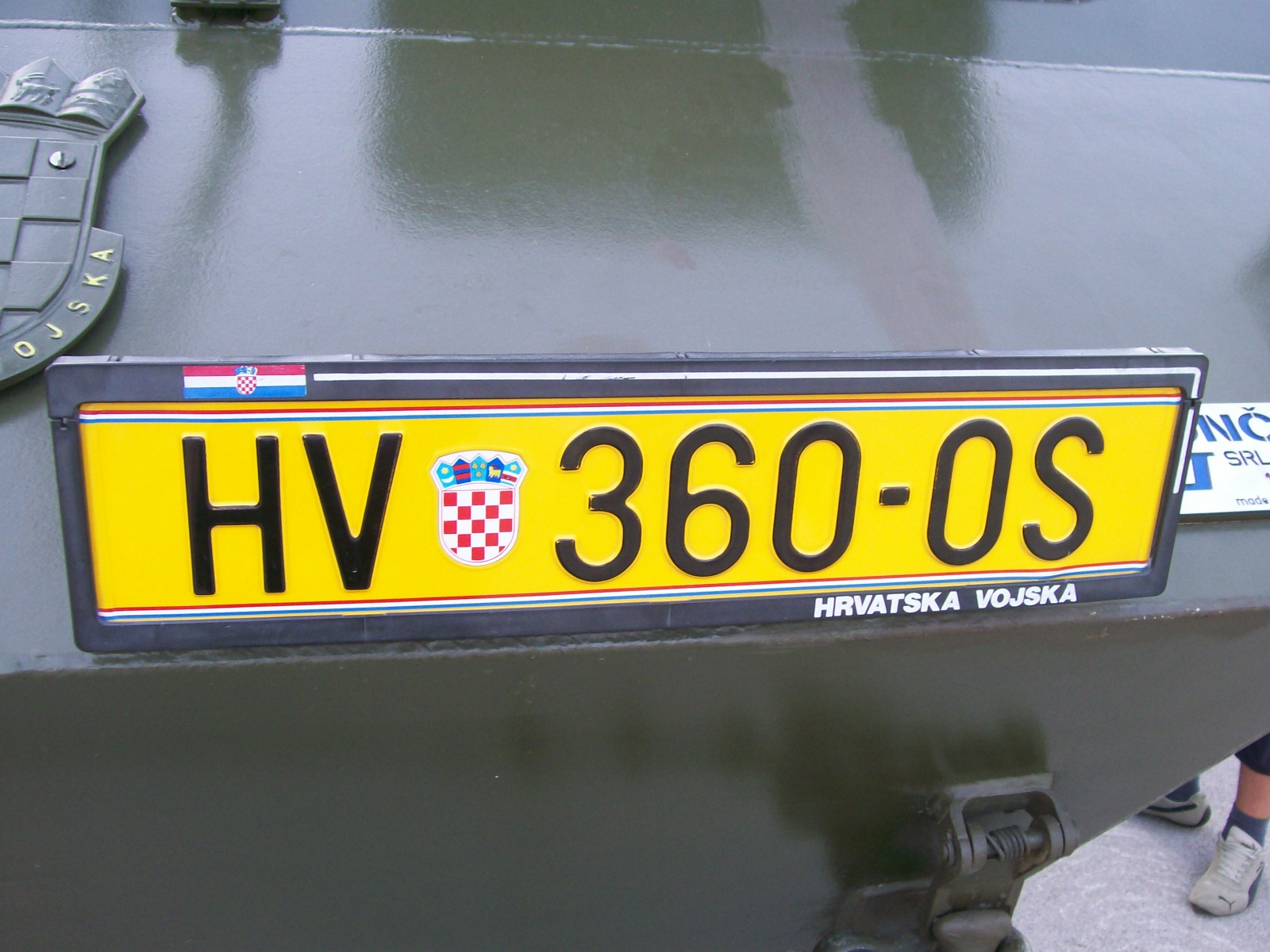
Matrícula militar.

La codificació es regeix per una abreviació del nom de la ciutat principal de la regió i no coincideix amb els 20 comtats en què es divideix administrativament el país.
| Codi | Nom de la ciutat | Codi | Nom de la ciutat | Codi | Nom de la ciutat |
| ---- | ---------------- | ---- | ---------------- | ---- | ---------------- |
| BJ   | Bjelovar         | KT   | Kutina           | SK   | Sisak            |
| BJ   | Beli Manastir    | KŽ   | Križevci         | SL   | Slatina          |
| ČK   | Čakovec          | MA   | Makarska         | ST   | Split            |
| DA   | Daruvar          | NA   | Našice           | ŠI   | Šibenik          |
| DE   | Delnice          | NG   | Nova Gradiška    | VK   | Vinkovci         |
| DJ   | Đakovo           | OG   | Ogulin           | VT   | Virovitica       |
| DU   | Dubrovnik        | OS   | Osijek           | VU   | Vukovar          |
| GS   | Gospić           | PU   | Pula             | VŽ   | Varaždin         |
| IM   | Imotski          | PŽ   | Požega           | ZD   | Zadar            |
| KA   | Karlovac         | RI   | Rijeka           | ZG   | Zagreb           |
| KC   | Koprivnica       | SB   | Slavonski Brod   | ŽU   | Županja          |
| KR   | Krapina          |      |                  |      |                  |

### Codis obsolets
| Codi | Nom de la ciutat  | Motiu                                                                          |
| ---- | ----------------- | ------------------------------------------------------------------------------ |
| PS   | Podravska Slatina | A partir del 1992 Podravska Slatina va canviar el seu nom a Slatina (codi SL). |

## Tipus

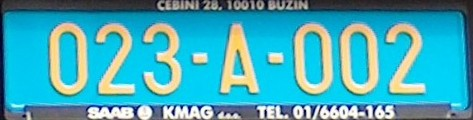
Matrícula del cos diplomàtic.

Els vehicles de la policia porten unes plaques amb sis xifres separades en dos grups de tres per l'escut de Croàcia. Els caràcters són blaus sobre fons blanc.
Els vehicles militars porten unes plaques de fons groc amb caràcters en negre compostes per tres xifres i dues lletres. En lloc del codi de localitat porten les inicials HV de "Hrvatska Vojska" (Exèrcit Croat en croat).
els vehicle diplomàtics porten unes plaques de fons blau cel i caràcters grocs compostes per tres xifres, una lletra i tres xifres més. Les lletres només poden ser: A, C, M, CC (Cos Consular), CD (Cos Diplomàtic)o CMD (Missió Diplomàtica), depenent de l'estatus diplomàtic. Les tres primeres xifres indiquen el codi del país.

## Història

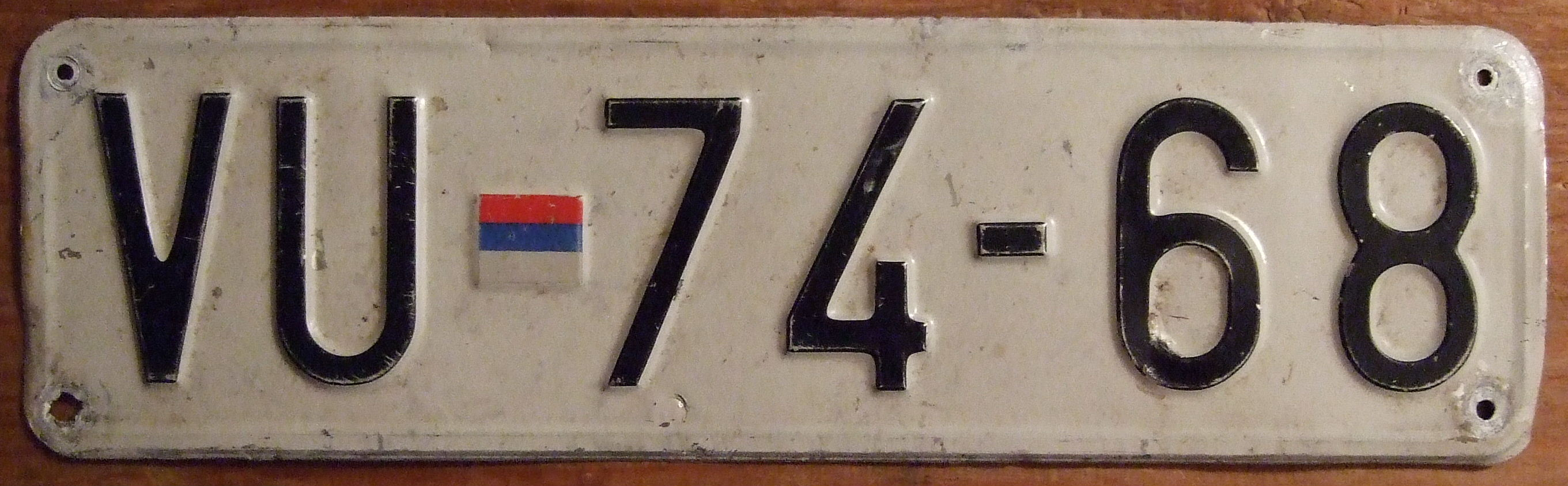
Matrícula utilitzada per la República Sèrbia de Krajina amb codi de Vukovar.

Durant la guerra de la independència croata i fins a la seva reincorporació definitiva el 1998, la República Sèrbia de Krajina va utilitzar unes plaques de matrícula formades per un codi de localitat de dues lletres i quatre xifres amb la bandera de la república.